# ФК Рад
ФК Рад је српски фудбалски клуб из Београда. Тренутно се такмичи у Првој Београдској лиги група Ц, петом такмичарском нивоу српског фудбала.

## Историја
Фудбалски клуб Рад основан је 1958. године од стране грађевинске компаније Рад, преузимањем малог локалног клуба Развитак који се такмичио у најнижем рангу. Дуго година Рад је играо у нижим лигама, све до 70-их година прошлог века када почиње период успона. Клуб је 1973. године ушао у Другу савезну лигу и постао стабилан члан овог ранга такмичења. Већ 80-их година Рад улази у Прву савезну лигу где бележи неке од својих највећих резултата. У највишем рангу остаје све до сезоне 2002/03. када поново на кратко испада у Другу лигу. Од сезоне 2008/09, Рад је са мање или више успеха, стални члан елитног ранга такмичења.
У сезони 1988/89 клуб осваја 4. место у Првој савезној лиги чиме је изборио своје прво учешће у европским куповима. Мало среће фалило је да се те 1989. године избаци из Купа УЕФА чувени грчки Олимпијакос. Утакмицу у Пиреју је победио Олимпијакос резултатом 2:0, а на Бањици су славили Грађевинари са 2:1. Исти успеси поновљени су и у сезони 2010/11. када клуб поново осваја 4. место у Суперлиги Србије и пласман у квалификације за УЕФА Лигу Европе, а клуб овог пута стиже до другог кола квалификација.
У сезони 2020/21. Рад је заузео 15. место и након тринаест сезона у Суперлиги Србије испао у нижи ранг.

## Стадион
Своје домаће утакмице игра на стадиону Краљ Петар Први на Бањици у Београду. Капацитет стадиона је око 4.000 места. Прва званична утакмица на овом стадиону је одиграна 13. августа 1977. између домаће екипе Рада и македонског тима Брегалница из Штипа, а Рад је победио са 2:0. Први стрелац на овом стадиону је био Драган Кокотовић у 19-ом минуту овог меча.

## Новији резултати
| Сезона   | Ранг | Лига                | Позиција | ИГ | Д  | Н  | П   | ГД | ГП | ГР  | Бод     | Куп                  |
| -------- | ---- | ------------------- | -------- | -- | -- | -- | --- | -- | -- | --- | ------- | -------------------- |
| 2006/07. | 2    | Прва лига Србије    | 5.       | 38 | 18 | 8  | 12  | 52 | 34 | +18 | 62      | Шеснаестина финала   |
| 2007/08. | 2    | Прва лига Србије    | 4.       | 34 | 16 | 9  | 9   | 50 | 34 | +16 | 57      | Шеснаестина финала   |
| 2008/09. | 1    | Суперлига Србије    | 8.       | 33 | 7  | 15 | 11  | 27 | 35 | -8  | 36      | Осмина финала        |
| 2009/10. | 1    | Суперлига Србије    | 8.       | 30 | 10 | 7  | 13  | 38 | 39 | -1  | 37      | Шеснаестина финала   |
| 2010/11. | 1    | Суперлига Србије    | 4.       | 30 | 14 | 10 | 6   | 38 | 21 | +17 | 52      | Осмина финала        |
| 2011/12. | 1    | Суперлига Србије    | 10.      | 30 | 10 | 7  | 13  | 33 | 31 | +2  | 37      | Шеснаестина финала   |
| 2012/13. | 1    | Суперлига Србије    | 7.       | 30 | 12 | 8  | 10  | 32 | 30 | +2  | 44      | Четвртфинале         |
| 2013/14. | 1    | Суперлига Србије    | 14.      | 30 | 8  | 5  | 17  | 19 | 37 | -18 | 29      | Шеснаестина финала   |
| 2014/15. | 1    | Суперлига Србије    | 6.       | 30 | 13 | 4  | 13  | 33 | 38 | -5  | 43      | Четвртфинале         |
| 2015/16. | 1    | Суперлига Србије    | 12.      | 37 | 9  | 13 | 15  | 40 | 47 | -7  | 27 (40) | Шеснаестина финала   |
| 2016/17. | 1    | Суперлига Србије    | 11.      | 37 | 11 | 9  | 17  | 29 | 45 | -16 | 25 (42) | Осмина финала        |
| 2017/18. | 1    | Суперлига Србије    | 13.      | 37 | 10 | 6  | 21  | 40 | 64 | -24 | 26 (36) | Осмина финала        |
| 2018/19. | 1    | Суперлига Србије    | 13.      | 37 | 7  | 12 | 18  | 22 | 44 | -22 | 23 (33) | Шеснаестина финала   |
| 2019/20. | 1    | Суперлига Србије    | 15.      | 30 | 4  | 3  | 23  | 23 | 63 | -40 | 15      | Шеснаестина финала   |
| 2020/21. | 1    | Суперлига Србије    | 15.      | 38 | 14 | 6  | -18 | 44 | 57 | -13 | 48      | Осмина финала        |
| 2021/22. | 2    | Прва лига Србије    | 11.      | 37 | 13 | 9  | 15  | 40 | 41 | -1  | 48      | Четвртфинале         |
| 2022/23. | 2    | Прва лига Србије    | 16.      | 37 | 5  | 15 | 17  | 37 | 63 | -26 | 30      | Шеснаестина финала   |
| 2023/24. | 3    | Српска лига Београд | 16.      | 30 | 4  | 4  | 22  | 20 | 63 | -43 | 10 (-6) | Претколо             |
| 2024/25. | 4    | Београдска зона     | -        | -  | -  | -  | -   | -  | -  | -   | -       | Није се квалификовао |

## ФК Рад у европским такмичењима
| Сезона   | Такмичење        | Коло        | Држава     | Клуб              | Дом. терен | Гос. терен | Укупно                         |
| -------- | ---------------- | ----------- | ---------- | ----------------- | ---------- | ---------- | ------------------------------ |
| 1989/90. | УЕФА Куп         | 1. коло кв. | Грчка      | Олимпијакос       | 2:1        | 0:2        | 2:3                            |
| 1991.    | Митропа куп      | Групна фаза | Италија    | Пиза              | 0:6        | 0:6        | 3. од укупно 3 места у групи Б |
| 1991.    | Митропа куп      | Групна фаза | Чешка      | Бохемијанс Праг   | 0:2        | 0:2        | 3. од укупно 3 места у групи Б |
| 2011/12. | УЕФА Лига Европе | 1. коло кв. | Сан Марино | Тре Пене          | 6:0        | 3:1        | 9:1                            |
| 2011/12. | УЕФА Лига Европе | 2. коло кв. | Грчка      | Олимпијакос Волос | 0:1        | 1:1        | 1:2                            |

## Историја скоријих тренера
Списак скоријих тренера првог тима Рада:
- Игор Савић (јануар 2023 –)
- Богдан Корак (септембар 2022 – децембар 2022)
- Бранко Мирјачић (март 2022 – септембар 2022)
- Зоран Рендулић (септембар 2021 – март 2022)
- Драган Ивановић (јул 2021 – септембар 2021)
- Милан Милановић (октобар 2020 – мај 2021)
- Зоран Његуш (септембар 2020 – октобар 2020)
- Бранко Мирјачић (јун 2020 – септембар 2020)
- Марко Мићовић (децембар 2019 – јун 2020)
- Драган Радојичић (август 2019 – децембар 2019)
- Богдан Корак (април 2019 – август 2019)
- Звездан Милошевић (фебруар 2019 – април 2019)
- Драган Стевановић (новембар 2018 – фебруар 2019)
- Зоран Милинковић (фебруар 2018 – новембар 2018)
- Слађан Николић (јануар 2018 – фебруар 2018)
- Гордан Петрић (јул 2017 – октобар 2017)
- Небојша Петровић (август 2016 – јун 2017)
- Александар Јањић (јун 2016 – август 2016)
- Милан Милановић (јул 2014 – април 2016)
- Стеван Мојсиловић (март 2014 – јун 2014)
- Александар Јанковић (децембар 2013 – март 2014)
- Небојша Петровић (новембар 2013 – децембар 2013)
- Марко Николић (март 2012 – јун 2013)
- Небојша Вигњевић (октобар 2011 – фебруар 2012)
- Милан Босанац (септембар 2011 – октобар 2011)
- Славко Петровић (мај 2011 – септембар 2011)
- Предраг Роган (мај 2011)
- Марко Николић (октобар 2008 – мај 2011)
- Александар Јањић (јул 2008 – октобар 2008)
- Михајло Ивановић (јануар 2008 – април 2008)
- Александар Јањић (октобар 2006 – јун 2007)[6]
- Драган Кецман (јул 2006 – октобар 2006)[6]
- Богдан Корак (септембар 2005 – јун 2006)[7]
- Чедомир Ђоинчевић (јун 2005 – септембар 2005)[7][8]
- Радмило Иванчевић (јул 2004 – јун 2005)
- Здравко Земуновић (јануар 2004 – јун 2004)[9]
- Милан Милановић (мај 2003 – јануар 2004)[9][10]
- Бошко Ђуровски (новембар 2002 – мај 2003)[11][12]
- Звонко Варга (јануар 2002 – новембар 2002)[11][13]
- Чедомир Ђоинчевић (2001)
- Небојша Петровић (2000)
- Чедомир Ђоинчевић (1997 – 1999)
- Миленко Киковић (1995 – 1997)
- Бошко Антић (1994 – 1995)
- Томислав Манојловић (1991 – 1994)
- Ивица Брзић
- Драган Гуглета

## Амблеми кроз историју
- 1990-93.
- до 2014.
- до 2014. (латинична варијанта)

## Навијачи
Навијачка група Рада се зове United Force, а основана је 1987. године